# Magic Carpet 'Round the World

Magic Carpet 'Round the World ou Magic Carpet Around the World est un film de type Circle-Vision 360° qui fut présenté au Magic Kingdom et à Tokyo Disneyland. Le film montre les plus beaux paysages du monde sur 9 écrans disposés en cercle autour du spectateur.
Le film est une version améliorée de America the Beautiful.

## Le spectacle

### Magic Kingdom
- Ouverture : 16 mars 1974[1]
- Fermeture : 13 mars 1975[1]
- Conception : WED Enterprises
- Type de siège : aucun
- Durée : 21 min.
- Type d'attraction : Cinéma en Circle-Vision 360°
- Situation : 28° 25′ 06″ N, 81° 34′ 48″ O
- Attraction précédente :
  - America the Beautiful du 25 novembre 1971 au 15 mars 1974 puis du 15 mars 1975 au 9 septembre 1984
- Attraction suivante :
  - American Journeys 15 septembre 1984 au 9 janvier 1994
  - Timekeeper 21 novembre 1994 au 26 février 2006
  - Monsters, Inc. : Laugh Floor à partir d'avril 2007

### Tokyo Disneyland
- Ouverture : 16 septembre 1984[2]
- Fermeture : 16 mai 1986[1]
- Conception : WED Enterprises
- Type de siège : aucun
- Durée : 21 min.
- Type d'attraction : Cinéma en Circle-Vision 360°
- Attraction précédente :
  - Eternal Sea
- Attraction suivante :
  - American Journeys
  - Le Visionarium